# 江城大桥
江城大桥位于中国吉林省吉林市，是跨越松花江的一座桥梁。2010年9月动工，2012年10月30日竣工，2012年12月31日通车。大桥北端与滨江南路连接；南端端与松江南路相接。
大桥全长999米，宽31米，双向6车道。